# 스기우라 후미야
스기우라 후미야(일본어: 杉浦 文哉, 1999년 9월 23일~)는 일본의 축구 선수이다.

## 구단 경력
그는 2022년 J2리그의 미토 홀리호크에 입단했다.